# Euphorbia psammogeton
Euphorbia psammogeton är en törelväxtart som beskrevs av Peter Shaw Green. Euphorbia psammogeton ingår i släktet törlar, och familjen törelväxter. Inga underarter finns listade i Catalogue of Life.